# سترات الكافيين
سترات الكافيين، تباع بالاسم التجاري «كافسيت Cafcit» هو دواء يستخدم لعلاج انقطاع النفس في الأطفال الخدج. على وجه التحديد، يعطى للأطفال الذين يولدون بعمر أقل من 35 أسبوعاً أو وزن أقل من 2 كغم إذا تمّ عزل الأسباب الأخرى. يعطى عن طريق الفم أو كعلاج عن طريق الوريد.
قد تشمل الآثار الجانبية مشاكل في التغذية، زيادة ضربات القلب، نقص سكر الدم، قصور كلوي، التهاب معوي قولوني ناخر. ينصح أحياناً بإجراء اختبار مستوى الكافيين في الدم. وهو عبارة عن ملح حمض الليمون من الكافيين. ينتمي سترات الكافيين إلى عائلة زانثين العلاجية. ويعمل عن طريف تحفيز المراكز التنفسية في الدماغ.
اكتشف الكافيين عام 1819. هذا الدواء مدرج في قائمة الأدوية الأساسية النموذجية لمنظمة الصحة العالمية، وهي الأدوية الأكثر فعالية وأمان المستخدمة في نظام الرعاية الصحية. في المملكة المتحدة تبلغ تكلفة 10ملغم حوالي 4.90 جنيه استرليني. يعطى الدواء كعلاج وريدي ويمكن إعطاءه عن طريق الفم.

## الاستخدامات الطبية
يعتبر سترات الكافيين عموماً العلاج المفضل لانقطاع النفس في الأطفال الخدج. له آثار جانبية أقل مقارنةً مع التيوفيلين.
يعمل سترات الكافيين بنفس قدرة الكافيين، لكن مفعوله أسرع، وسرعة تفككه أكبر من الكافيين. وهو كالمركبات الشبيهة، يمكن استخدامه لتهدئة ألم الصداع. لكن بنزوات صوديوم الكافيين يستخدم فقط لعلاج الصداع النصفي الشديد، وليس السترات.

## التصنيع
يتم تحضير هذا الدواء ببساطة عن طريق جمع كافيين لامائي مع أحادي حمض الليمون وثنائي هيدريت سترات الصوديوم.

## وصلات خارجية
- in the NCI Metathesaurus